# Mehdi Abid Charef
Mehdi Abid Charef (Constantina, Algèria, 14 de desembre de 1980) és un àrbitre de futbol algerià, internacional FIFA des del 2011.

## Trajectòria[1]
Abid arbitra partits de la lliga algeriana. El 2011 va esdevenir membre de la FIFA i de la CAF. Ha arbitrat partits del Campionat Africà de Nacions, de la Copa d'Àfrica de Nacions (2015 i 2017), de la Copa del Món sub17 (2015 i 2017) i de la Copa del Món (2018).